# Chimonobambusa hirtinoda
Chimonobambusa hirtinoda är en gräsart som beskrevs av Chi Son Chao och Kai Min Lan. Chimonobambusa hirtinoda ingår i släktet Chimonobambusa och familjen gräs. Inga underarter finns listade i Catalogue of Life.